# کوین بریگاد
کوین بریگاد (انگلیسی: Kévin Bérigaud؛ زادهٔ ۹ مهٔ ۱۹۸۸) یک بازیکن فوتبال اهل فرانسه است.
از باشگاه‌هایی که در آن بازی کرده‌است می‌توان به مون‌پلیه اشاره کرد.